# Ilie Năstase
Ilie Năstase (* 19. července 1946 Bukurešť) je bývalý profesionální rumunský tenista.
V letech 1973 až 1974 byl na 1. místě mezinárodního žebříčku ATP. Vyhrál ATP World Tour Finals v letech 1971, 1972, 1973 a 1975. Profesionálnímu tenisu se věnoval od roku 1966, kdy se stal poprvé mistrem Rumunska, do roku 1985. V roce 1991 byl uveden do Mezinárodní tenisové síně slávy.
Ilie Năstase vyhrál za svou kariéru 53 turnajů ATP ve dvouhře, z toho 2 grandslamové turnaje:
- 1970 – Řím
- 1971 – Richmond, Hampton, Nice, Monte Carlo, Bastad, Wembley, Masters
- 1972 – Baltimore, Omaha, Monte Carlo, Madrid, Nice, Dusseldorf, Montreal, US Open, South Orange, Seattle, London, Masters
- 1973 – Omaha, Barcelona, Calgary, Monte Carlo, Florencie, Řím, French Open, Queens, Gstaad, Cincinnati, Madrid, Barcelona, Paris Indoor, Masters
- 1974 – Richmond, Washington, Bournemouth, Cedar Grove, Madrid, Barcelona
- 1975 – Barcelona, Valencia, Madrid, South Orange, Masters
- 1976 – Atlanta, Salisbury, La Costa, South Orange, Pepsi Grand Slam
- 1977 – Mexico City, Aix-en-Provence
- 1978 – Miami

V Davis Cupu odehrál 146 zápasů, z toho 109 vítězných. Spolu s Ionem Țiriacem dostali Rumunsko do finále v letech 1969, 1971 a 1972. Finále roku 1972 hrané v Bukurešti vešlo do historie nejen sportovní kvalitou, ale také bouřlivou atmosférou a mimořádnými bezpečnostními opatřeními.
Byl oblíbeným tenisovým klaunem, který rád bavil diváky různými výstředními kousky, často se na kurtu vztekal, provokoval soupeře a hádal se s rozhodčími. Například na turnaji ve Stockholmu v roce 1975 Arthur Ashe nevydržel Rumunovo popichování a uprostřed zápasu odešel z kurtu, utkání bylo nakonec kontumováno v jeho prospěch. Proslul také svým bohémským stylem života, zejména milostnými avantýrami. Je počtvrté ženatý, v roce 2013 si vzal o třicet let mladší modelku Brigitte Sfăt.
Hrál za armádní klub Steaua Bukurešť, má hodnost generálmajora. V roce 1996 neúspěšně kandidoval na starostu Bukurešti. Vydal detektivní román z tenisového prostředí Break Point.